# Yorckstraße
Die Yorckstraße verbindet die Berliner Ortsteile Kreuzberg und Schöneberg miteinander. Sie stellt eine der zentralen Ost-West-Verbindungsstraßen zwischen den Bezirken Friedrichshain-Kreuzberg und Tempelhof-Schöneberg dar. Sie war ein Abschnitt der geplanten Vollringstraße (Gürtelstraße) um den Berliner Stadtkern nach dem Bebauungsplan der Umgebungen Berlins von James Hobrecht aus dem Jahr 1862. Namensgeber der Straße ist der preußische General Ludwig Yorck von Wartenburg.

## Verlauf

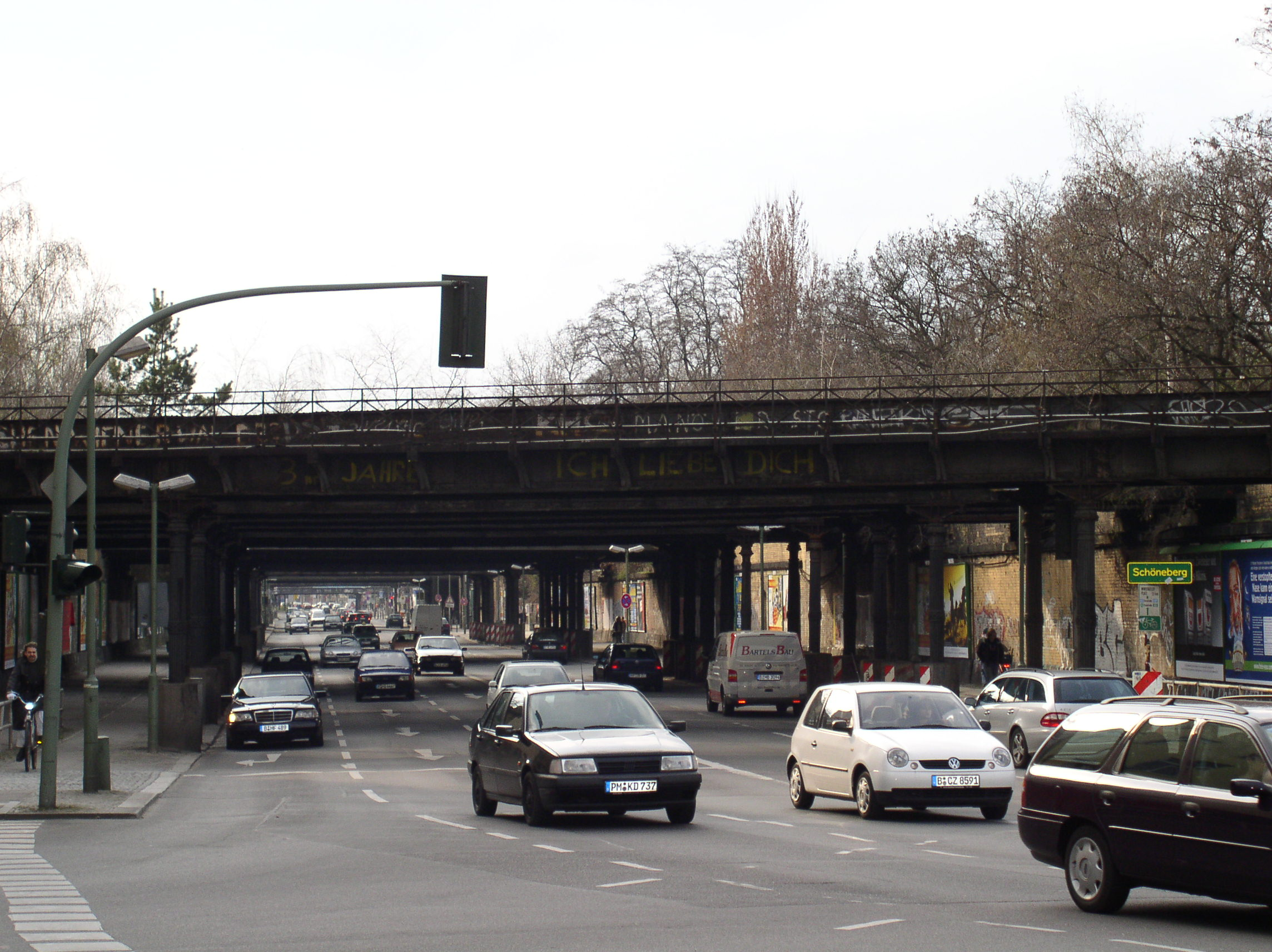
Yorckbrücken

Die Yorckstraße beginnt in Kreuzberg an der Kreuzung zum Mehringdamm als Verlängerung der Gneisenaustraße und knickt in Höhe der Hornstraße nach links ab. Den nächsten Knick – nach rechts – gibt es dann an der Bezirksgrenze zwischen Kreuzberg und Schöneberg an der Katzbachstraße. Sie unterquert anschließend die Yorckbrücken und reicht in Schöneberg bis zur Kreuzung mit der Mansteinstraße/Bülowstraße kurz hinter dem S-Bahnhof Yorckstraße (Großgörschenstraße). Von dort führt der Verkehrsweg als Goebenstraße weiter. Im Kreuzberger Teil kreuzt sie die Großbeerenstraße und die Möckernstraße, im Schöneberger Teil gehen die Bautzener Straße und die Katzlerstraße südlich von ihr ab. Unter den Yorckbrücken führen barrierefreie Rampen in den Park am Gleisdreieck.

## Entstehung im 19. Jahrhundert
Die Trasse des heutigen Mehringdamms gab es schon im Mitterlalter. Sie führte durch das Tempelhofer Feld. Die Trasse der Yorckstraße gab es nicht. In ihrem Osten lag um 1800 ein Upstall, also eine Weidefläche für Zugpferde. Im Westen wurde 1838 die erste preußische Eisenbahn eröffnet, damals noch eingleisig und natürlich ebenerdig. 1841 folgte die Anhalter Bahn. Östlich des immer weiter anwachsenden Bahngeländes wurde 1850 eine Militärstraße gebaut, seit 1864 heißt sie Möckernstraße.
Seit 1861 gehört diese Gegend zu Berlin, sie war damals Teil der Tempelhofer Vorstadt. Die darin zu bauenden Straßen wurden im 1862 genehmigten Hobrecht-Plan festgelegt. Die Yorckstraße sollte Teil des Generalszug gradlinig zur Schöneberger Bülowstraße führen. Jedoch zeigte sich, dass die Fläche dazwischen inzwischen von Gütergleisen der Eisenbahn belegt war. Also wurde die geplante Yorckstraße schräg nach Süden verschwenkt. Auf der eigentlich geplanten Trasse wurde stattdessen die Hornstraße von Osten kommend bis zur Möckernstraße angelegt, so breit, dass sie später zur Durchgangsstraße hätte ausgebaut werden können.
Die neue Yorckstraße ist seit 1864 in allen Stadtplänen eingezeichnet, wobei der Teil unter den Bahngleisen zunächst „Blücherstraße“ heißen sollte. Tatsächlich gebaut wurde jedoch nur das östliche Stück bis zur Großbeerenstraße mit den Hausnummern 1 bis 14 auf der Nordseite, südlich waren Holzlagerplätze. Die Bahnstrecken verblieben zunächst noch ebenerdig. Erst die 1875 eröffnete Dresdener Bahn musste am Schnittpunkt mit der verschwenkten Trasse der Yorckstraße die ersten Brücken errichten, die anderen Bahnen folgten in den kommenden Jahren.
1886, nachdem alle damals nach Süden laufenden Gleise hochgelegt und Brücken erhielten, konnte die Yorckstraße bis in die Schöneberger Vorstadt verlängert werden. Es entstand das städtebauliche Ensemble der Yorckbrücken, das in den folgenden Jahren ständig erweitert wurde, um auch Gütergleise über die Yorckstraße hinaus erweitern zu können. Gleich mitgebaut wurde eine Straßenbahnlinie, die nun die gesamte Yorckstraße befuhr.
Auch im übrigen Bereich begann 1887 die Bebauung. Noch 1900 gab es Gärten in den letzten Baulücken.

## Benennung
Die Benennung der Straße erfolgte am 31. Oktober 1864 nach dem Generalfeldmarschall Ludwig Yorck von Wartenburg, der eine bedeutende Rolle in den Befreiungskriegen gegen Napoleon Bonaparte spielte. Das geht zurück auf den Erlass des preußischen Königs Wilhelm I. vom 9. Juli 1864 sowie die damit verbundene Order des Kabinetts vom 31. Oktober des gleichen Jahres, dass die Gürtelstraße sowie weitere bedeutende Plätze und Straßen der Stadt nach Schlachten und bekannten Militärs der Befreiungskriege benannt werden sollten. So entwickelte sich aus der Gürtelstraße der Generalszug, dem außer der Yorckstraße unter anderem noch die Gneisenaustraße (benannt nach August Neidhardt von Gneisenau), die Bülowstraße (benannt nach Friedrich Wilhelm Bülow von Dennewitz), die Kleiststraße (benannt nach Friedrich von Kleist) und die Tauentzienstraße (benannt nach Bogislav Friedrich Emanuel von Tauentzien) angehören.
Die Fraktion von Bündnis 90/Die Grünen brachte 2019 einen Antrag zur „Entmilitarisierung des öffentlichen Raums“ in die Bezirksverordnetenversammlung (BVV) Friedrichshain-Kreuzberg ein, um einen öffentlichen Diskurs und Beteiligungsprozess über eine mögliche Umbenennung der Yorckstraße und den anderen im Bezirk nach Generälen und Schlachten benannten Straßen und Plätze zu initiieren.

## Bebauung

### Riehmers Hofgarten

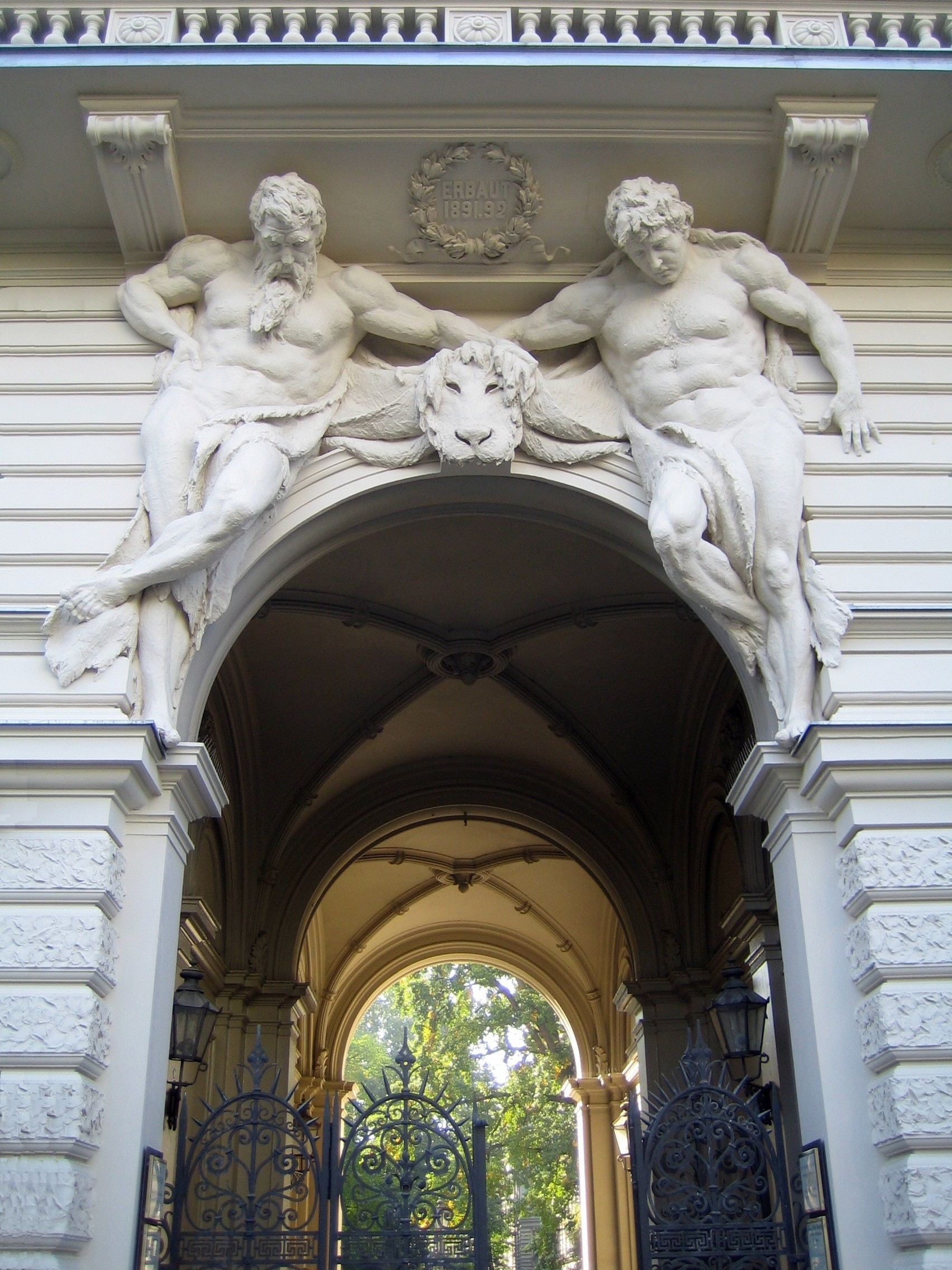
Portal zu Riehmers Hofgarten in der Yorckstraße

Riehmers Hofgarten ist ein denkmalgeschütztes Bauensemble aus der Berliner Gründerzeit, dessen Haupteingang an der Yorckstraße gegenüber dem Kreuzberger Rathaus liegt. Es wurde von dem Berliner Bauherrn und Architekten Wilhelm Riehmer sowie Otto Mrosk entworfen und 1891/1892 erbaut. Zentrum des Ensembles ist ein Innenhof in Form einer kurzen Allee, die von aufwendig gestalteten Wohngebäuden umgeben ist. Die Bebauung erstreckt sich in Nord-Süd-Richtung bis zur Hagelberger Straße.

„Ungewöhnlich große Anlage, mit dem Bestreben, die dichte Blockrandbebauung der Zeit zu überwinden. Innenanlage im neobarocken Stil. Der ältere Bau entlang der Großbeerenstraße als spätklassizistisches Palais. Front zur Yorckstraße durch monumentales Triumphbogenportal und mächtigen Atlanten im Schlüterschen Stil betont – Vergleich St.-Bonifatius.“

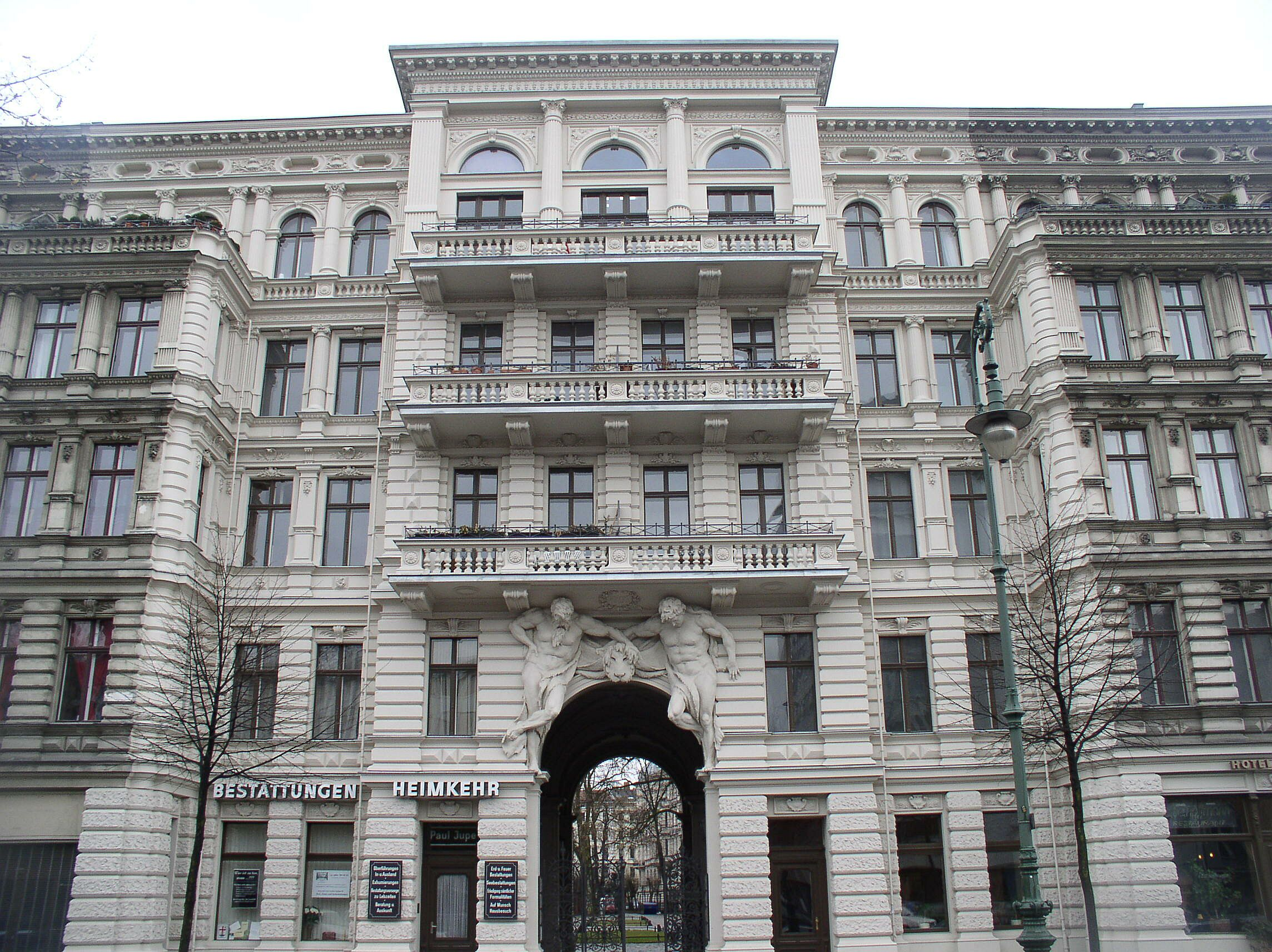
Riehmers Hofgarten, Fassade in der Yorckstraße

Die Fassaden der Gebäude weisen reichen bauplastischen Schmuck auf, in dem sich Stilelemente aus Romanik, Renaissance und Barock erkennen lassen. Die rund 300 Wohnungen wurden ursprünglich für eine besserverdienende Mittelschicht aus Kaufleuten, Handwerkern und Regimentsoffizieren der nahegelegenen Armeeanlagen gebaut. Diese Bewohnerstruktur änderte sich durch die Inflation der Nachkriegsjahre in den 1920er Jahren. Im Jahr 1923 verkauften die Erben Riehmers die komplette Anlage. Im Zweiten Weltkrieg wurde der linke Flügel vollständig zerstört und nicht wieder aufgebaut. Seit 1953 steht das Ensemble unter Denkmalschutz. Zwischen 1963 und 1974 wurden alle Fassaden originalgetreu restauriert. Anstelle des zerstörten Gebäudeflügels entstand 1985/1986 ein Neubau, in dem zwei Kinos untergebracht sind, das Yorckkino und das New Yorck. In der wiederhergestellten Gartenanlage steht eine fünf Meter hohe Bronzefigur, die Abstrakte Skulptur von Gerson Fehrenbach. Im rechten Gebäudetrakt neben dem Eingang Yorckstraße befand sich bis 2020 das Hotel Riehmers Hofgarten.

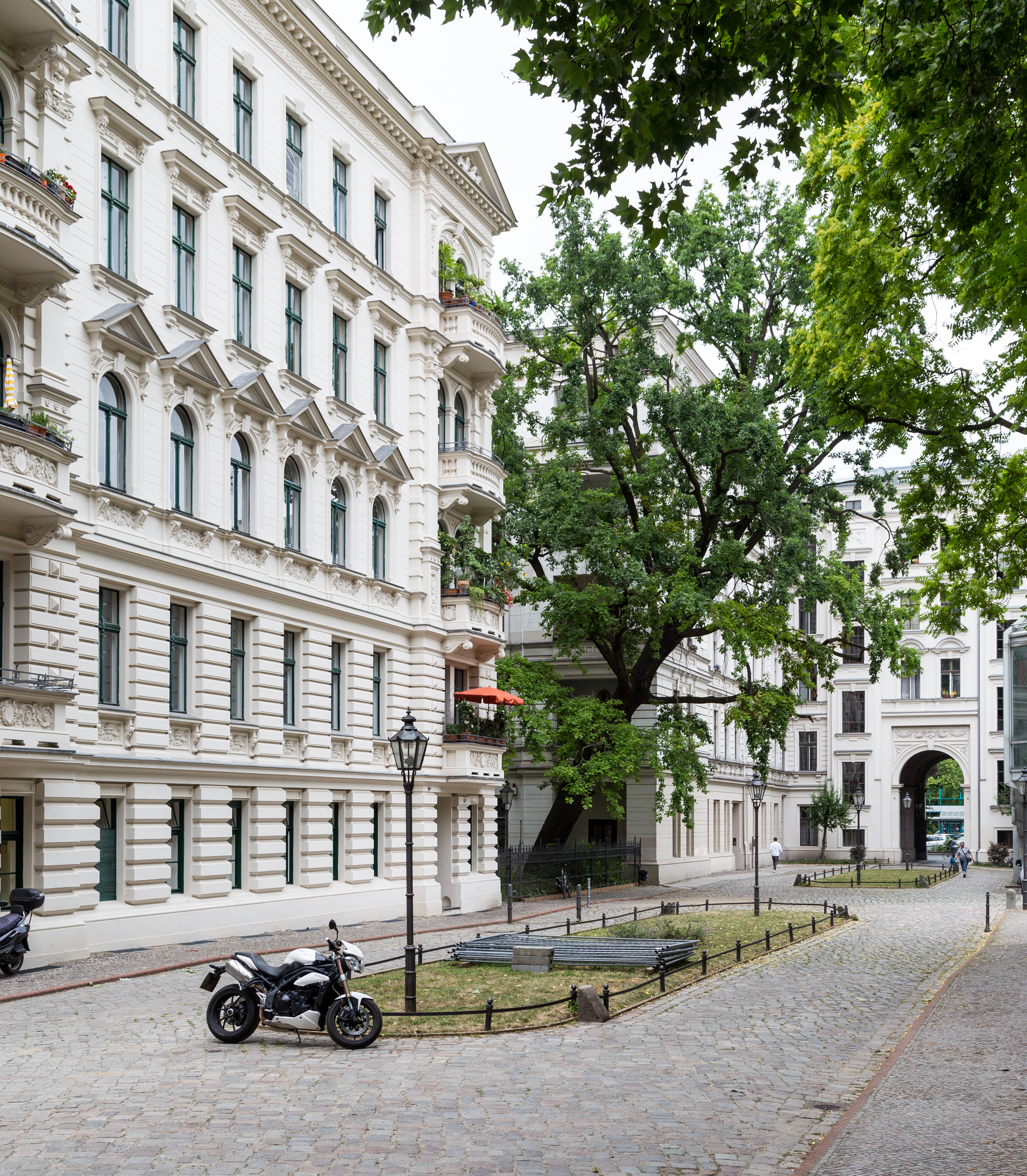
Innenhof von Riehmers Hofgarten

Um das Jahr 2012 wurde die Wohnanlage erneut weiterverkauft. Mit dem Bezirksamt gibt es Meinungsverschiedenheiten zur weiteren Behandlung der Bauten, weswegen im Frühjahr 2013 die Bezirksverordnetenversammlung (BVV) beschlossen hat, eine empirische Sozialstudie in Auftrag zu geben, um zu prüfen, ob das Wohnensemble einem der beiden benachbarten Milieuschutz-Gebiete (Hornstraße oder Chamissokiez) zugeordnet werden kann. Im Juli 2017 wurde bekannt, dass nach den Plänen des Eigentümers das Hotel Riehmers Hofgarten und die beiden Säle des Yorck-Kinos Wohnungen weichen sollen. Im Juni 2018 erklärte Florian Schmidt, Baustadtrat von Friedrichshain-Kreuzberg, dass er gegen den Leerstand in Riehmers Hofgarten vorgehen wolle, und sprach sich für den Erhalt des Yorck-Kinos aus. Am 30. Januar 2020 wurde das Ensemble, dem Erhaltungsgebiet Hornstraße zugeordnet, unter Milieuschutz gestellt. Das Hotel Riehmers Hofgarten wurde im Sommer 2020 endgültig geschlossen.

### Rathaus Kreuzberg
Das Rathaus Kreuzberg in der Yorckstraße 4–11 beherbergt Teile des Bezirksamtes Friedrichshain-Kreuzberg mit der Abteilung für Gesundheit, Soziales und Beschäftigung (GesSoz) sowie der Abteilung für Bauen, Wohnen und Immobilienservice (BWI). Das zehngeschossige Gebäude aus den Jahren 1950/1951 von Willy Kreuer ist ein typischer Nachkriegsbau mit schlichter Fassadengestaltung. Vor dem Eingang steht eine Bronze-Porträtskulptur des ehemaligen sozialdemokratischen Kreuzberger Bürgermeisters Carl Herz aus dem Jahre 1985, die von Joachim Dunkel geschaffen wurde. Im 10. Stock befindet sich die Kantine des Bezirksamtes, die für die Mitarbeiter und die Bevölkerung Frühstück und Mittagessen anbietet.

### St.-Bonifatius-Kirche

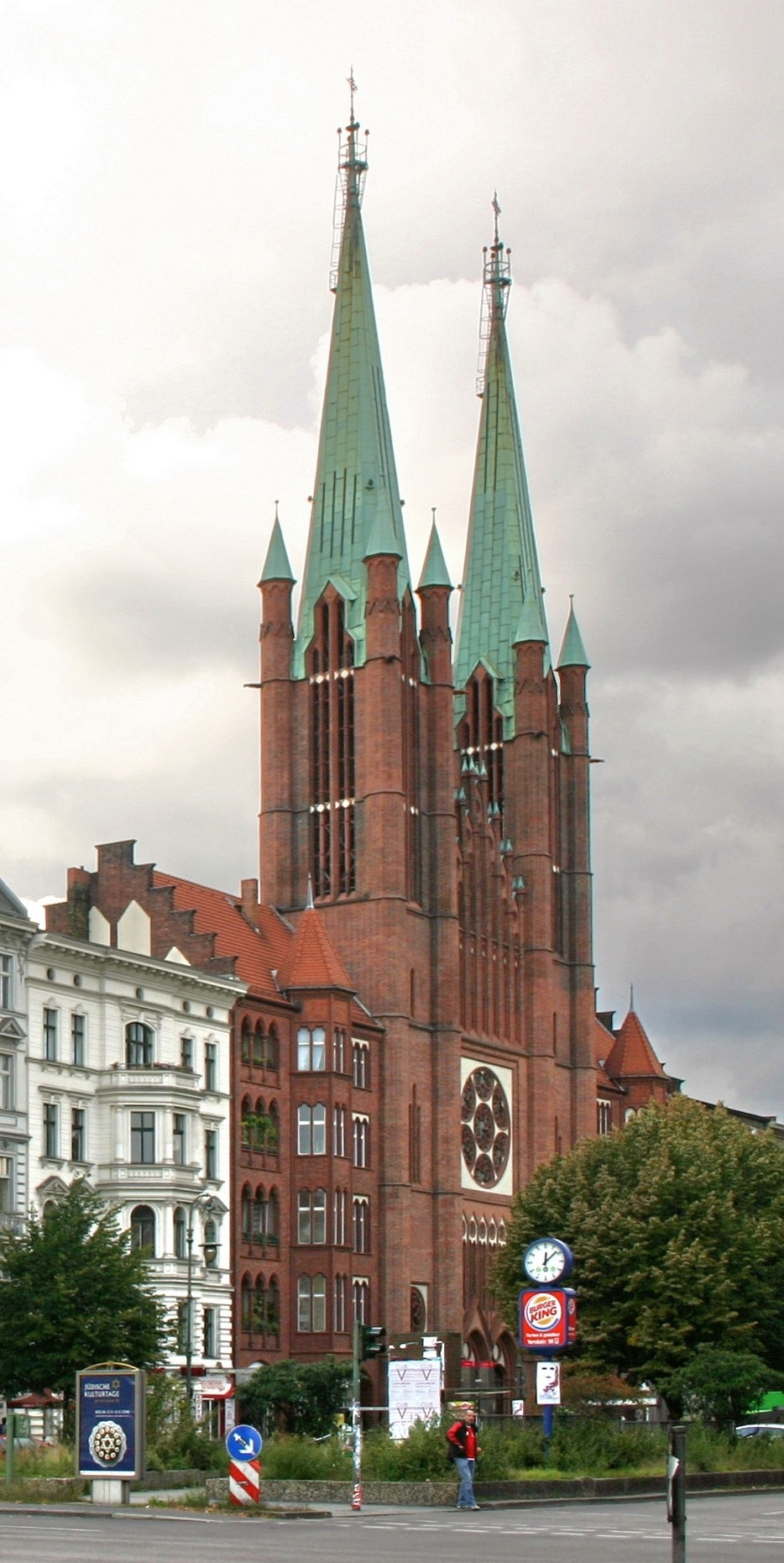
St.-Bonifatius-Kirche in der Yorckstraße

St. Bonifatius ist eine katholische Pfarrkirche und wurde 1906/1907 im neugotischen Stil nach Plänen von Max Hasak erbaut. Die Kirche wurde im Zweiten Weltkrieg nicht zerstört, allerdings brannte sie vollständig aus. 1946 wurde die Kirche nach provisorischer Herrichtung wieder in Gebrauch genommen. Die heutige Innengestaltung wurde 1966 durch Paul Brandenburg geschaffen. 1969 kam ein großflächiges Bild von Fred Thieler hinter dem Altar hinzu.

### Yorckschlösschen

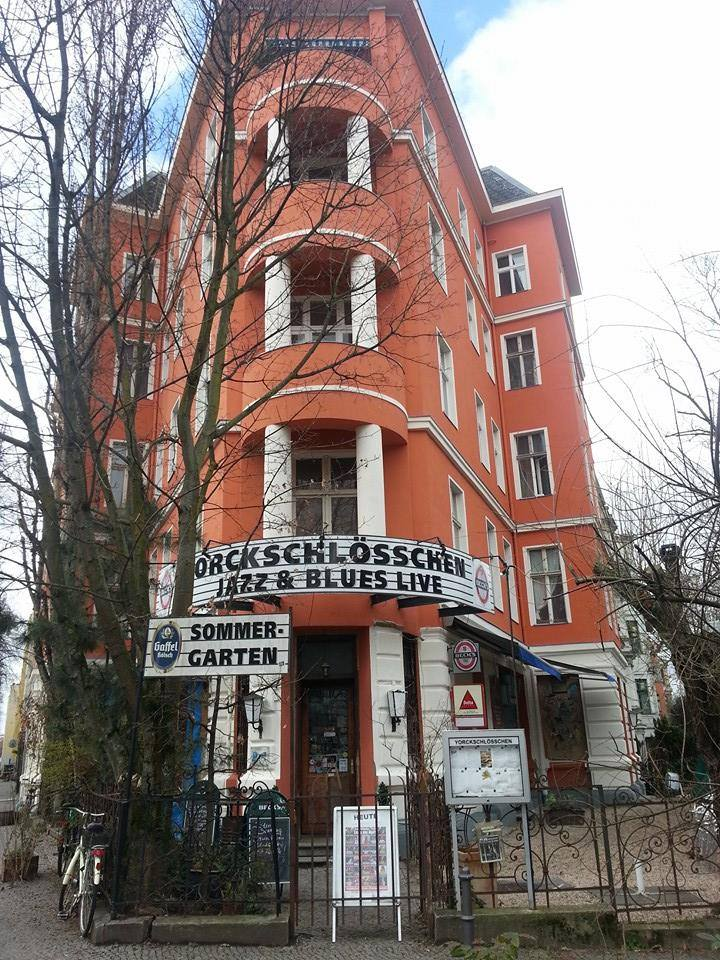
Das Yorckschlösschen

Das Yorckschlösschen ist ein Jazz-Café und zugleich eine Kneipe in der Yorckstraße 15, die mittlerweile seit über 100 Jahren existiert. Sie wurde 1895 in dem Wohnhaus eingerichtet, das den Beinamen „Schlösschen“ aufgrund der damals reichverzierten Stuckfassade trug. In seiner Gründungsphase bis zum Ersten Weltkrieg wurde es vor allem durch die umliegend wohnenden Offiziere der Garnison besucht, die in der Dragoner-Gardekaserne am Mehringdamm sowie am Exerzierplatz auf dem späteren Flughafen Tempelhof stationiert waren. Nachdem das Militär nach und nach aus dem Stadtteil abgezogen wurde, änderte sich das Publikum entsprechend der Mieterschaft in Richtung des gehobenen Bürgertums. Ein Teil des kleinen Biergartens grenzt an die ruhige Hornstraße.
Sein heutiges Ambiente als Jazz- und Künstlerkneipe zeichnet das Yorckschlösschen seit Jahrzehnten aus. Olaf Dähmlow (langjähriger Besitzer – bis 2005 und dann wieder seit 2006), etablierte mehrfache wöchentliche Livekonzerte, bei denen Musiker und Bands aus den Bereichen Rhythm & Blues sowie des New Orleans Jazz spielen. Das Lokal diente mehrfach als Drehort für Film- und Fernsehproduktionen, so u. a. 2019 für Leif in concert Vol. 2.

### Yorck59
Ein 1988 gegründetes linkes Hausprojekt im Hinterhaus der Yorckstraße 59 in Kreuzberg wird als Yorck59 bezeichnet. Neben Wohngemeinschaften, in denen 60 Personen lebten, waren linke Initiativen und Organisationen in dem Gebäudekomplex ansässig. Für die Berliner und deutsche links-alternative Bewegung war es ein wichtiger Bezugspunkt. Nach einem Konflikt über die Miethöhe, der von starken Protesten durch Unterstützer begleitet war, wurde das Objekt im Juni 2005 durch die Polizei geräumt. Der seinerzeitige Eigentümer des Hauses, eine Bank, ignorierte ein Kaufangebot einer Käufergemeinschaft in Höhe von einer Million Euro und verkaufte das Haus als Ganzes an einen Geschäftsmann. Dieser bot kurze Zeit danach seinen neuen Mietern die Wohnungen etwa zum Doppelten seines Kaufpreises an.

### Wohnensembles und Sonstiges

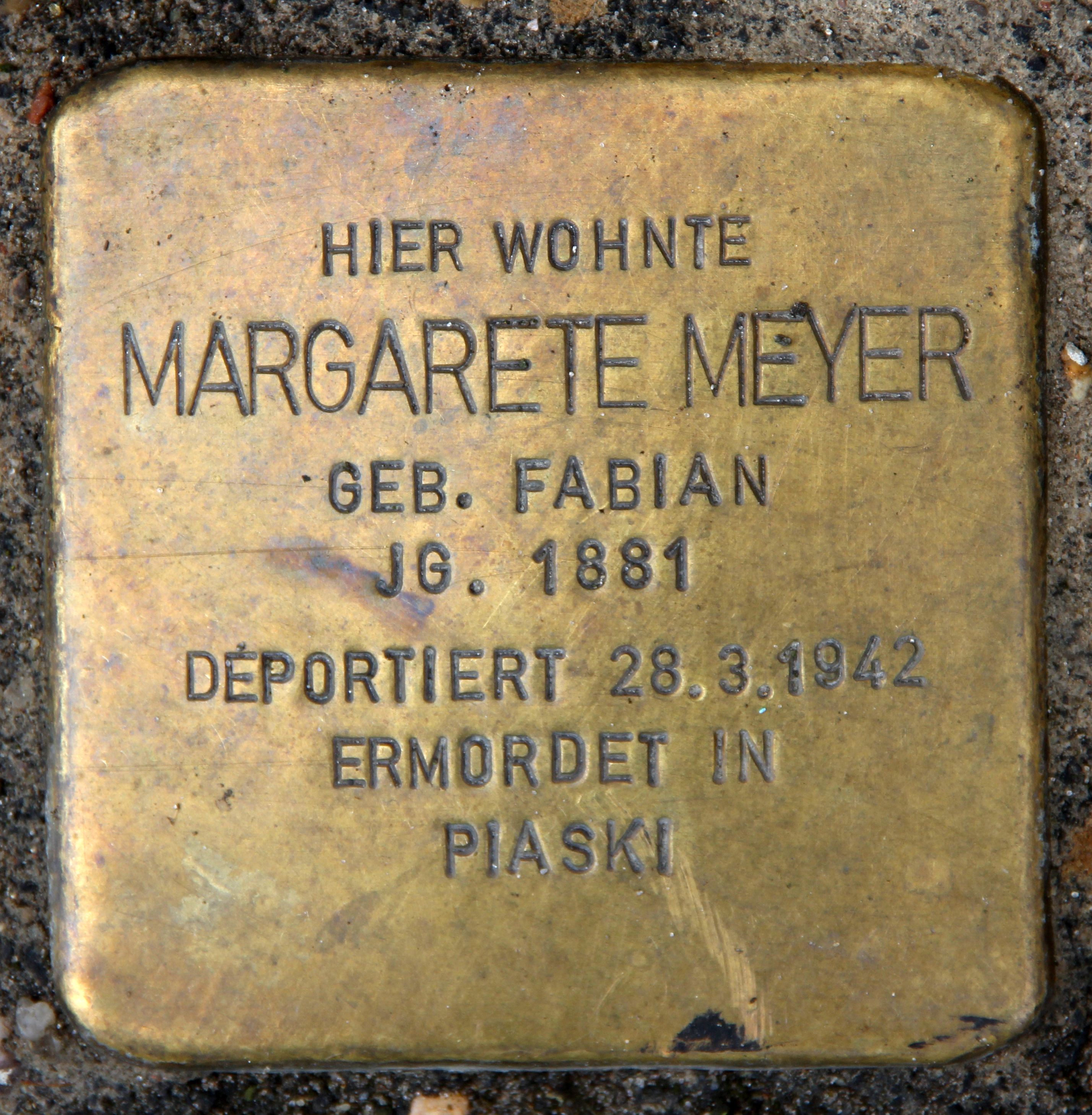
Einer der Stolpersteine in der Yorckstraße 60

Neben den bereits erwähnten Wohnanlagen an Riehmers Hofgarten sowie an der Bonifatiuskirche steht auch die Wohnanlage Yorckstraße 80/82 unter Denkmalschutz. Diese wurde 1899/1900 nach Plänen von Carl August Essmann erbaut. Ebenfalls unter Denkmalschutz stehen:
- das Haus Yorckstraße 89a, errichtet 1896–1897 ebenfalls von Wilhelm Riehmer und Otto Mrosk, den Erbauern von Riehmers Hofgarten,
- das Haus Yorckstraße 90, errichtet 1890–1891 von Paul Opitz sowie
- das in die Yorckstraße hineinreichende und sie mitprägende Eckhaus Mehringdamm 40, errichtet bereits 1868 von Wilhelm Riehmer.

In der Yorckstraße gibt es nur sehr wenige Kunstwerke. So befinden sich vor dem Rathaus eine Büste, die an Carl Herz erinnert, und am Gebäude selbst eine Erinnerungstafel an die Gefallenen der Kreuzberger Widerstandskämpfer gegen den Nationalsozialismus. Am Haus Nr. 11 erinnert eine Gedenktafel an Ernst Barlach, am Haus Nr. 22 erinnert eine Gedenktafel an Karl Behrens, der in diesem Haus wohnte, und am Haus Nr. 63 eine weitere Gedenktafel, die Bruno Henze gewidmet ist.

## S- und U-Bahn
Auf Höhe der Yorckbrücken befindet sich die Bahnhofsanlage Yorckstraße, die aus zwei S-Bahnhöfen der Linien S1 Yorckstraße (Großgörschenstraße) sowie S2, S25 und S26 Yorckstraße sowie dem gleichnamigen Bahnhof der U-Bahn-Linie U7 besteht. Der U-Bahnhof befindet sich zwischen den beiden S-Bahnhöfen, die rund 200 Meter voneinander entfernt liegen. Eröffnet wurde der Vorortbahnhof der Stammbahn (heutige Linie S1) im Jahr 1891, der Vorortbahnhof der Dresdener Bahn (heutige Linie S2) und Anhalter Bahn (heutige Linien S25/S26) im Jahr 1903. Die Eröffnung des U-Bahnhofs folgte erst im Jahr 1971.
Am östlichen Ende der Yorckstraße befindet sich der U-Bahnhof Mehringdamm, an dem sich die U-Bahn-Linien U6 und U7 kreuzen.

## Radverkehr
An der Yorckstraße befindet sich seit 2015 eine von 17 in Berlin festinstallierten automatischen Radzählstellen. Unter allen mit einer Zählstelle versehenen Plätzen der Stadt ist die Straße der am achtstärksten vom Radverkehr frequentierte Ort.